# Viehhausen (Greding)
Viehhausen ist ein Gemeindeteil der Stadt Greding im Landkreis Roth (Mittelfranken, Bayern). Viehhausen liegt in der Gemarkung Kleinnottersdorf.

## Lage
Der Weiler liegt auf der Hochfläche der südlichen Frankenalb im Naturpark Altmühltal auf 568 m ü. NHN nördlich des Gemeindesitzes der Stadt Greding, und am Rande des Bergplateaus über Jettenhofen. Von der Kreisstraße RH 28 zweigt nördlich von Kleinnottersdorf eine Gemeindeverbindungsstraße in Richtung Osten ab, die nach Viehhausen und weiter zum Nachbarort Stierbaum führt. Ortsbildbeherrschend ist der ehemalige Wasserturm am südwestlichen Ortsrand.

## Ortsnamendeutung
Karl Kugler deutet den Ortsnamen als Wohnstätte „zu den Viehgebäuden“. Felix Mader deutet den Ortsnamen als „Ort, an dem Vieh geweidet wurde.“

## Geschichte
Die Gründung Viehhausens weist Felix Mader dem späten 8. Jahrhundert zu. Hier gab es den später genannten „Viehhauser Brunnen“, eine Hochquelle und somit Wasser in einer ansonsten wasserarmen Gegend. 1305 wird der Ort im Schiedsvertrag zwischen Bayern und dem Hochstift Eichstätt letzterem hoheitlich zugesprochen. Im Laufe des 14. Jahrhunderts erwarb das Benediktinerinnenkloster St. Walburg zu Eichstätt die Grund- und Vogteiherrschaft über Viehhausen, letztere am 16. Januar 1338, als die Gebrüder Gottfried von Hirschberg und Konrad diese an die Äbtissin Sofia zu St. Walburg verkauften. Seit etwa 1484 maßte sich Pfalz-Neumarkt unter Otto von Neumarkt mit seinem Schultheißenamt Neumarkt die hohe und niedere Gerichtsbarkeit unter anderem über Viehhausen an und tätigte mehrmals Übergriffe, gegen die das Hochstift beim Kurfürsten in München Beschwerde führte. Ein Vertrag von 1523 zwischen Pfalz-Neumarkt und dem Hochstift klärte die Irritationen über die Landeshoheit dahingehend, dass unter anderem Viehhausen eichstättisch blieb. 1488 wird erwähnt, dass die Klosterkaplanei des Augustiner-Chorfrauenklosters Marienstein zu Eichstätt Einkünfte aus einem Hof zu Viehhausen bezog, der Hans Schenk zu Uttenhofen (=Jettenhofen) gehörte. Im 15./16. Jahrhundert ließ das Kloster St. Walburg zu Eichstätt die Vogtei durch die Herrschaft Jettenhofen ausüben. So erhielt 1414 Fritz Schenk von Geyern, gesessen zu Jettenhofen, das Gericht, also die Pflegschaft, zu Viehhausen. 1446 verkauften Fritz Schenk von Geyern und seine Frau Adelheid ihren freieigenen Hof zu Viehhausen an das Kloster Seligenporten; er war 1586 nach mehrmaligem Besitzerwechsel wieder Zugehörung der Herrschaft Jettenhofen und unterstand deshalb später dem bischöflichen Kastenamt Jettenhofen. Von den Gütern, die die Wolfsteiner zu Sulzbürg im Mittelalter in Viehhausen besaß, war 1457 nur noch ein Acker übrig, der öde lag und mit Wald bewachsen war. 1478 wurde Hans Schenk von Geyern, 1493 Hieronymus von Rosenberg, gesessen zu Uttenhofen, die Pflege zu Viehhausen und gleichzeitig zu Österberg übertragen. Später übte das Klosterrichteramt selbst die Gemeindeherrschaft aus.
Am Ende des Alten Reiches bestand Viehhausen aus sieben Anwesen und einer Kapelle. Der Weiler unterstand hochgerichtlich dem eichstätt-bischöflichen Richteramt Greding und bezüglich der Dorf- und Gemeindeherrschaft dem Klosterrichteramt St. Walburg. Dem Kloster gehörten grundherrschaftlich der Meierhof, zwei weitere Höfe, zwei Köblergüter und ein Seldenhof, letzterer zumeist in Handwerkerbesitz. Ein Bauernhof unterstand den eichstätt-bischöflichen Kastenamt Jettenhofen. Kirchlich war der Weiler nach Obermässing gepfarrt.
Als im Zuge der Säkularisation in Bayern das Hochstift Eichstätt aufgelöst wurde und das Kloster St. Walburg seinen Besitz verlor, kam Viehhausen mit dem ehemaligen Hochstift 1802 an Großherzog Erzherzog Ferdinand III. von Toskana und 1806 an das neue Königreich Bayern und dort in das Landgericht Beilngries. Hier wurde der Weiler zusammen mit Kleinnottersdorf dem Steuerdistrikt Österberg zugeordnet, der 1811 zur Ruralgemeinde Österberg wurde. Mit dem Gemeindeedikt von 1818 wurde Viehhausen aus der Gemeinde Österberg herausgelöst und bildete mit Kleinnottersdorf die Gemeinde Kleinnottersdorf im Landgericht und Rentamt Beilngries, ab 1857 im näher liegenden Landgericht Greding.
1866 wurde in Viehhausen eine genossenschaftliche Schrotmühle aufgestellt. 1875 hatte Viehhausen bei 53 Bewohnern einen Viehbestand von 14 Pferden und 71 Stück Rindvieh. Die Kinder gingen um 1875 nach Obermässing, später nach Österberg zur Schule, wo 1903 ein neues Schulhaus errichtet wurde.
Im Zuge der Gebietsreform in Bayern schloss sich die Gemeinde Kleinnottersdorf am 1. Januar 1972 der Stadt Greding an.

### Einwohnerentwicklung
- 1823: 45 (8 Anwesen)[20]
- 1840: 51 (8 Häuser, 10 Familien)[21]
- 1871: 53 (35 Gebäude)[18]
- 1938: 42[19]
- 1950: 57 (8 Anwesen)[20]
- 1987: 46 (7 Wohngebäude, 9 Wohnungen)[22]

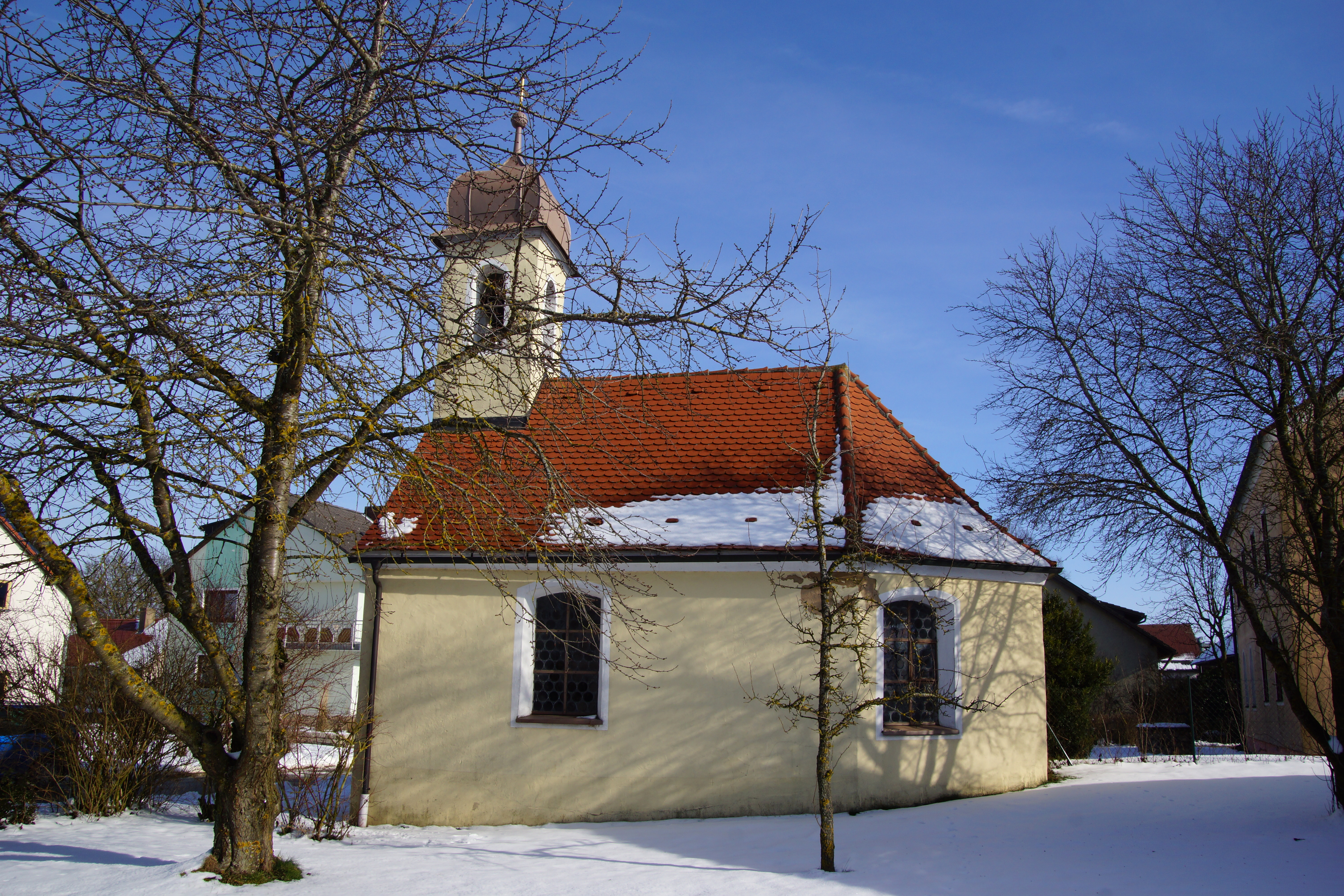
Ortskapelle Mariahilf

- 2021: 28

## Ortskapelle Mariahilf
Der Weiler gehörte im Mittelalter zur Urpfarrei Sulzkirchen, auf die das Kloster Plankstetten seit 1183 das Patronatsrecht hatte. Der Jettenhofer Hof war nach Burggriesbach gepfarrt (auch noch 1937). Spätestens seit der Reformation, die die Wolfsteiner in Sulzkirchen durchführten, gehörte Viehhausen zum Pfarrsprengel der katholischen Pfarrei Obermässing. Die Kapelle Mariahilf wurde 1799 in der Ortsmitte errichtet und erhielt 1907 über dem Eingang ein Giebeltürmchen mit Haube. Eine Besonderheit bildet das Kirchengestühl, das der emigrierte französische Priester Jakob Chavot schnitzte, der im und vom Weiler lebte.
An religiösen Kleindenkmälern gab es 1938 in der Viehhauser Flur zwei gemauerte Bildsäulen und je ein Kreuz aus Stein, Holz und Eisen.

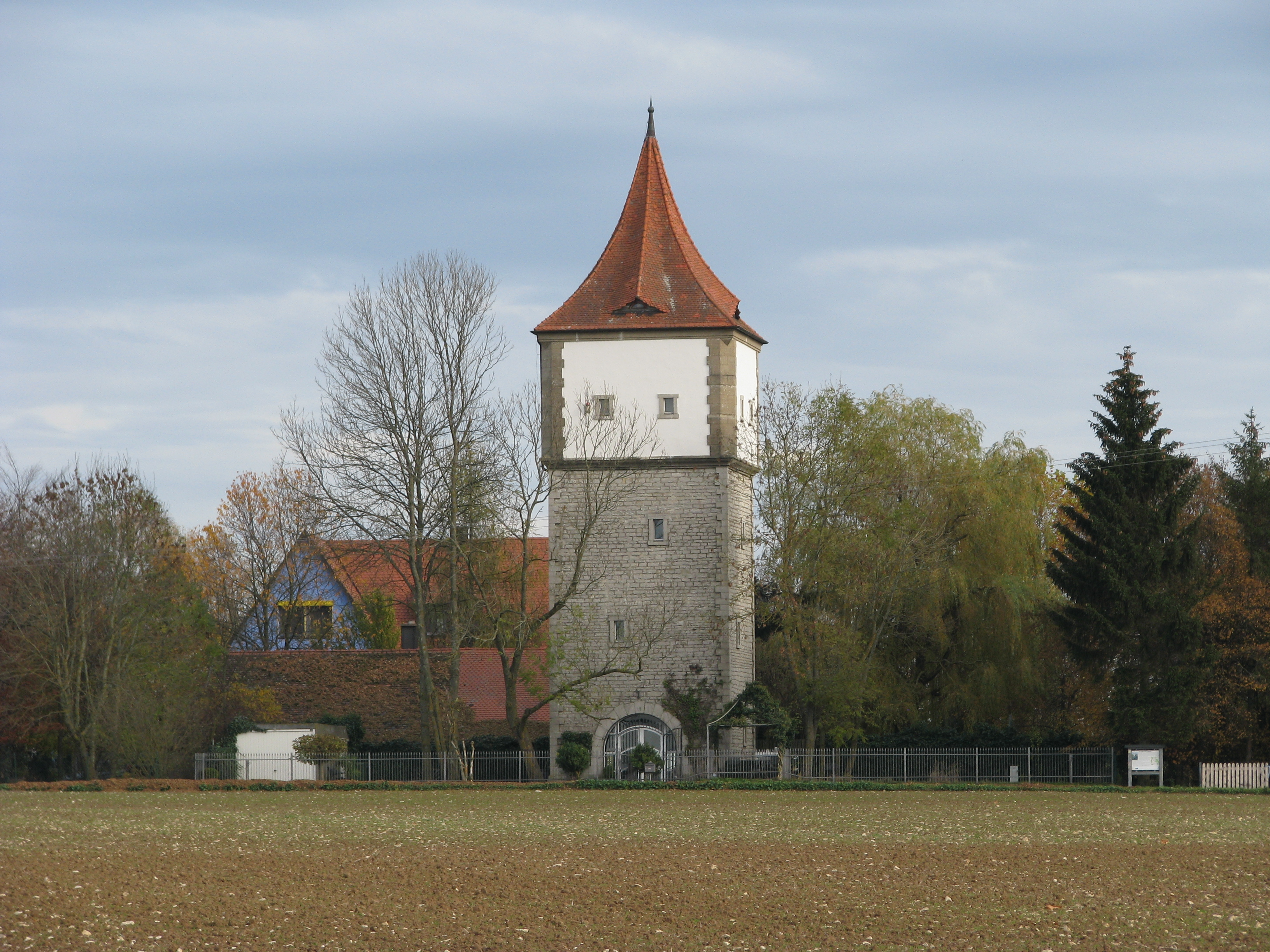
Ehemaliger Wasserturm

## Wasserturm
Auf der wasserarmen Albhochfläche wurde jahrhundertelang das in Zisternen gesammelte Regenwasser von Mensch und Vieh gleichermaßen genutzt. Um zu einer einigermaßen sicheren und hygienisch besseren Wasserversorgung zu gelangen, wurde 1911 unter der Bauleitung des Bauunternehmers Max Netter aus Obermässing mit dem Bau eines Wasserturmes an der höchsten Stelle der fünf Dörfer Viehhausen (568 m ü. NHN), Kleinnottersdorf (545 m ü. NHN), Röckenhofen (537 m ü. NHN), Österberg (564 m ü. NHN) und Stierbaum (565 m ü. NHN) begonnen. Das Baumaterial wurde im Viehauser Steinbruch gebrochen und mit sogenannten Brückenwagen zur Baustelle gebracht. Dort wurden die Bruchsteine von Steinmetzen behauen. Bei fortschreitender Höhe des Turmes erlaubte das Gewicht der Steine kein Hinaufziehen, sie mussten mittels einer Holztreppe am Baugerüst nach oben getragen werden. Die Unterbringung und Versorgung der rund 200 Arbeiter, die ständig mit dem Bau beschäftigt waren, teilten sich die fünf Dörfer. Der Hochbehälter des Turmes nahm bei Fertigstellung 40 Kubikmeter Wasser auf, das aus den drei gefassten Quellen von Kleinnottersdorf hergepumpt wurde. So standen für die fünf beteiligten Ortschaften insgesamt fünf Kubikmeter Wasser pro Stunde zur Verfügung – kaum ausreichend im Hochsommer bei spürbarem Rückgang der Quellenleistung und gleichzeitigem Anstieg des Wasserbedarfs. Heute dient der Turm Wohnzwecken, nachdem sich die Orte 1978 bezüglich der Wasserversorgung der „Jura-Schwarzach-Thalach-Gruppe“ 1978 angeschlossen haben.

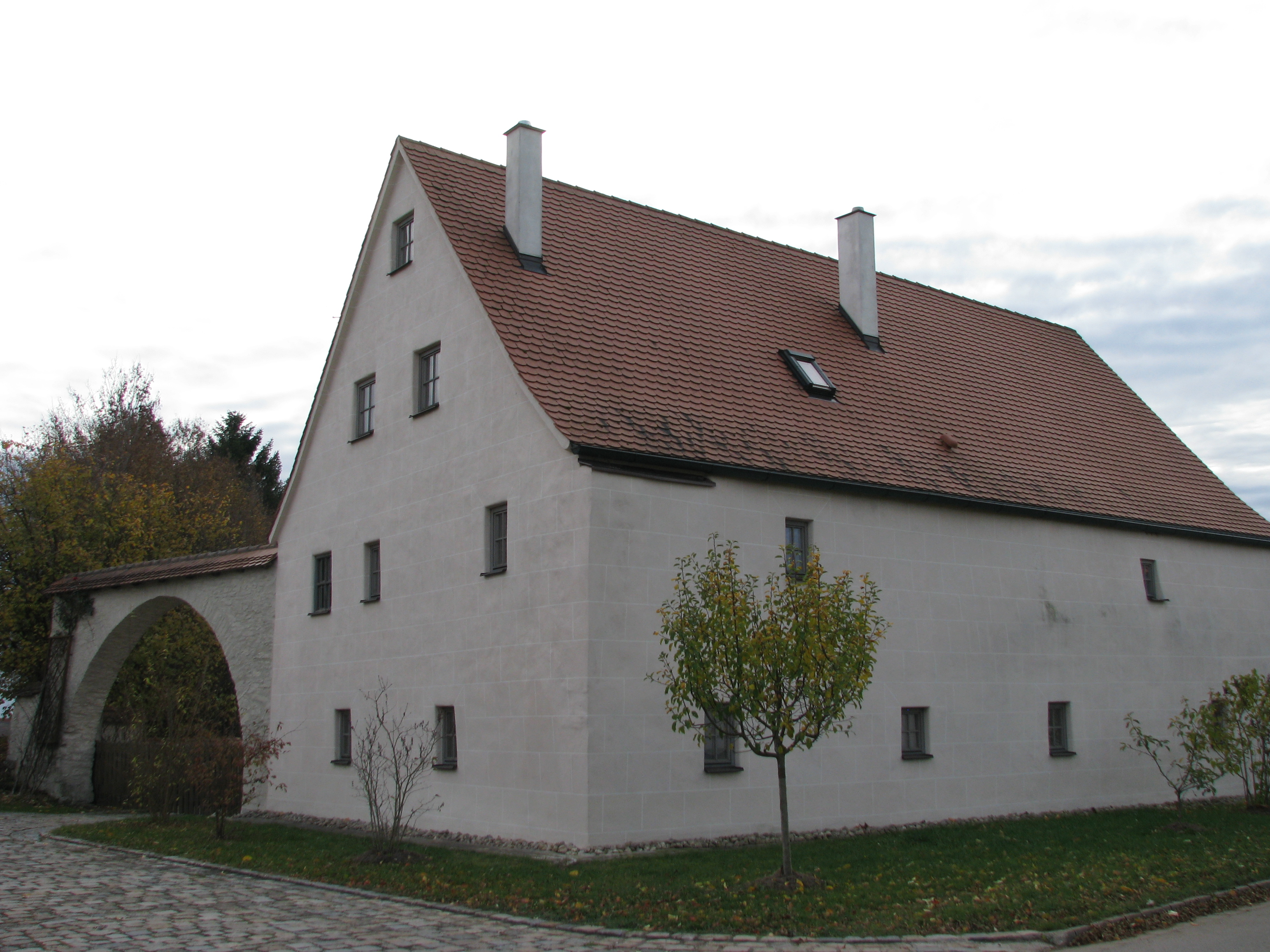
Hofanlage Viehhausen Nr. 1

## Baudenkmäler
Außer der Mariahilf-Kapelle und dem ehemaligen Wasserturm gelten die Hofanlage Viehhausen 1 aus dem 16. bis 18. Jahrhundert und zwei Bildstöcke aus dem 18./19. Jahrhundert als Baudenkmäler.